# West Siang
West Siang är ett distrikt i Indien.   Det ligger i delstaten Arunachal Pradesh, i den östra delen av landet, 1 700 km öster om huvudstaden New Delhi. Antalet invånare är 112 274. Arean är 8 325 kvadratkilometer. West Siang gränsar till Upper Subansiri, East Siang district, Upper Siang och Dhemaji.
Terrängen i West Siang är mycket bergig.
Följande samhällen finns i West Siang:
- Along
- Bāsār